# František Smotlacha
František Smotlacha (30. ledna 1884 Hradec Králové – 18. června 1956 Praha) byl český popularizátor mykologie, judista a zakladatel českého vysokoškolského sportu. V roce 1919 začal vydávat Časopis československých houbařů, nyní Mykologický sborník; založil Mykologický odbor České botanické společnosti (1912) a zejména Českou mykologickou společnost (1921).

## Život
Studoval na tehdejším Rakouském gymnáziu, dnes Gymnázium J. K. Tyla v Hradci Králové, kde v roce 1905 odmaturoval. V letech 1906–1907 absolvoval vzdělávací kurz pro učitele tělocviku. Na Karlově univerzitě v roce 1910 převzal funkci učitele tělesné výchovy po zesnulém Antonínu Krištofovi. Poté byl jmenován prvním docentem tělesné výchovy v českých zemích. V roce 1910 založil dr. Smotlacha dobrovolnou vysokoškolskou organizaci Všesokolský sport.

### Judo
První pokusy s výcvikem Jiu-Jitsu se v Československu datují v letech 1907 až 1910, pod vedením Františka Smotlachy, který obstaral německou publikaci o judu. Díky jemu byly také organizovány pravidelné kurzy pro vysokoškoláky v Praze v roce 1930. Československý svaz Jiu-Jitsu byl založen 3. dubna 1936 a František Smotlacha se stal jeho prvním předsedou.

### Mykolog
Jeho gigantické dílo v oblasti popularizace houbařství a výzkumu jedlosti a toxikologie hub, kterým navázal na předchozí dlouholeté působení Jana Bezděka, je považováno za jednu z hlavních příčin toho, že Češi jsou dnes považováni za národ houbařů a provozují sběr hub v rozsahu, jaký nemá u žádného dalšího evropského národa obdobu. Ve svém díle Atlas hub jedlých a nejedlých píše, že osobně vyzkoušel konzumaci 1700 druhů hub. Řadu druhů považovaných do té doby za jedovaté tzv. osvobodil (po opakované konzumaci přesunul do skupiny jedlé) a zavedl pořádek v do té doby značně chaotickém povědomí o jedovatých houbách.
Ještě v 50. letech ale musel vést boj proti stále přežívající školní pomůcce, která údajně zobrazovala sedm nejnebezpečnějších hub v Československu, ale na které přitom jen dvě houby byly skutečně jedovaté: hřib satan a muchomůrka červená.[zdroj?] Ze smrtelně jedovatých hub na ní nebyla zobrazena žádná, takže semohlo dojít k případu, kdy učitelka řídící se touto pomůckou v roce 1946 zabila pokrmem připraveným z hub 6 lidí (příčinou otravy byla muchomůrka zelená).[zdroj?]
Jako první popsal hřib rudonachový (Boletus rhodopurpureus Smotl. 1952), který byl v Evropě všeobecně akceptován jako „dobrý druh“. Smotlachovo jméno uvádí i další vědecké synonymum: hřib růžovník (Boletus fuscoroseus Smotl. 1912).
Pohřben byl na Olšanských hřbitovech.
Syn Františka Smotlachy Miroslav pokračoval ve stopách svého otce jako popularizátor mykologie a houbaření.